# Transportgut
Transportgut  ist grundsätzlich alles, was mit einem Transportmittel transportiert werden kann. Im weiteren Sinne umfasst dies Personen, materielle und immaterielle Güter und Tiere. Im engeren Sinne beschränkt sich die Betrachtung auf materielle Güter, die aus festen, flüssigen und gasförmigen Stoffen bestehen.
Immaterielle Güter sind Daten von Bildern (Fotografien, Filme), Sprache und Text, die letztlich zum Zwecke der Information transportiert werden. Analoge Daten werden insbesondere auf dem Trägermedium Papier transportiert, digitale Daten durch Wechseldatenträger oder Datenübertragung.

## Grundlagen
Als Transportmittel kommen der Landverkehr (Fußverkehr, Güterkraftverkehr, Schienengüterverkehr, Werkverkehr), Wasserverkehr (Frachtschifffahrt) und Luftverkehr (Luftfracht, Luftpost) in Betracht. Im Fußverkehr ist der Gepäckträger ein typisches Transportmittel für Reisegepäck. Der Transport kann unentgeltlich erfolgen, wenn beispielsweise ein Fußgänger oder Kraftfahrer seine Waren vom Einkauf nach Hause befördert oder wenn jemand für Dritte aus Gefälligkeit Waren oder Personen (Gefälligkeitsfahrt) befördert. Wird das Transportgut im Wirtschaftsverkehr gegen Entgelt (Frachtgebühr) befördert, spricht man von Frachtgut.
Grundsätzlich gilt vereinfacht gesagt: Je wertvoller das Transportgut ist, umso höher darf der Transportaufwand sein. Die sogenannte Wertdichte ist eine wichtige Größe im Transportwesen. Es werden Transportgüter mit einer hohen Wertdichte (wie zum Beispiel Elektronikartikel oder Maschinen) von solchen mit einer vergleichsweise geringen Wertdichte (beispielsweise Gestein oder Rohholz) unterschieden.

## Arten
Folgende Arten von Transportgütern werden unterschieden:
- Flüssiggut: alle flüssigen, halbflüssigen oder gasförmigen Stoffe, die in flüssigem Aggregatzustand befördert werden;
- Greifergut: mittels hydraulischer Greifwerkzeuge verladbare Güter;
- Massengut: feste, d. h. stückige oder granulöse Güter, die in Masse transportiert werden (etwa Stahl, Papier, Zement);

- Sauggut: Massengüter, die mittels Saugheber gelöscht werden;
- Schüttgut: sämtliche schüttfähige Güter (etwa Kies, Sand, Zucker, Kunststoffgranulat oder Pigmente);
- Stückgut: Einzelwerkstücke oder Waren, die zu einem Stück zusammengefasst werden (z. B. beladene Transportpaletten, Kabelrollen oder Fässer; in Containern verpackt als Containergut bezeichnet);
- Gefahrgut: sind Transportgüter, die Inhaltsstoffe enthalten, von denen aufgrund ihrer Natur, ihrer physikalischen oder chemischen Eigenschaften oder ihres Zustandes Gefahren für die Umgebung ausgehen können.

Transportgut sind auch die Stoffe, die im Rohrleitungstransport befördert werden. Hier ist das Transportmittel eine stationäre Rohrleitung, bei der nicht das Transportmittel für Fortbewegung sorgt, sondern die Schwerkraft (Gefälle der Rohrleitung) oder stationäre Pumpen.
Die Zuordnung der zu transportierenden Güter zu einer der oben genannten Güterarten hängt vor dem verwendeten Transport- bzw. Verladeverfahren ab. Getreide kann beispielsweise sowohl dem granulösen Massengut als auch dem Sauggut zugeordnet werden. Die Begriffe für Güterarten werden je nach Transportbereich teils unterschiedlich verwendet. So bezeichnet z. B. Massengut im Seefrachtbereich jede Ladung, die die gesamte Schiffladung oder den größten Teil davon einnimmt.
Eine Besonderheit unter den Transportgütern stellt das Flüssiggut dar. Es kann neben der Beförderung mit konventionellen Transportmitteln auch per Rohrleitungstransport in einer Pipeline transportiert werden. Der Transport mittels Pipeline zählt allerdings nicht zur Transport-, sondern zur Verfahrenstechnik.

## Wirtschaftliche Aspekte
In einer Lieferkette wird Frachtgut im Vorlauf, Hauptlauf und Nachlauf mit verschiedenen Transportmitteln des kombinierten oder multimodalen Verkehrs befördert. Transportgut oder Frachtgut verursachen Transportkosten, die abhängig sind vom Transportmittel, dem Transportweg und der Fahrzeit. Transportgüter können einem Transportrisiko ausgesetzt sein wie etwa Beschädigung, Diebstahl, Schwindung oder Verderb oder die Umwelt gefährden wie etwa Gefahrgut.
Transportgüter oder auch Lagergüter sind externe Produktionsfaktoren, die vom Auftraggeber oder Kunden dem Transportunternehmen überlassen werden müssen, damit dieses die Transportleistung überhaupt erbringen kann.